# Yeznik di Koghb
Yeznik di Koghb, chiamato anche Eznik di Kolb, Yeznik Koghbatsi (in armeno Եզնիկ Կողբացի; Koghb, 387 circa – 450 circa), è stato uno scrittore, teologo e vescovo armeno.
È stato vescovo di Bagrevand per la Chiesa apostolica armena e teologo, uno dei "Santi Traduttori" dei testi sacri nella lingua e alfabeto armeni.

## Biografia
Yeznik nasce nel villaggio di Koghb, nella provincia di Tavush, nel nord dell'odierna Armenia. 
L'Armenia, cristiana dal 301, dal 387 era divisa tra gli imperi persiano e bizantino e in quel periodo (428) cade l'ultimo re della dinastia degli Arsacidi.
È vissuto tra il 387 e il 450 ed ha studiato come prete a Ashtishat avendo come maestri Mesrop Mashtots (inventore dell'alfabeto armento) e Sahag Bartev (santo), fondatori del circolo del “Santi Traduttori”.
Andò ad Edessa, e poi a Costantinopoli per perfezionarsi e raccogliere o copiare manoscritti greci o siriani della Bibbia e scritti dei Padri della Chiesa. Ritornò in Armenia dopo il primo Concilio di Efeso (431). Approfondì la filosofia classica (Platone, Aristotele, Plotino..) e la teologia (Origene...), dimostrando di conoscere le opere dei principali Padri della Chiesa (da Ireneo ad Efrem il Siro...). Yeznik partecipò anche alla traduzione in armeno della Bibbia e della liturgia.
Nel 428 l'ultimo re arsacide viene detronizzato assieme al catholicos Sahag. Nel 438 sale al trono in Persia Yezdegerd II (438-457) e poco dopo rende lo Zoroastrismo la religione di Stato in Persia ed in Armenia, imponendo punizioni severe a chi non aderisce.
Per contrastare la politica religiosa persiana Yeznik scrive la "Refutazione delle sette".
Nel 449 Concilio Armeno di Artashat, nella provincia armena di Ararat) cui partecipano nobile e clero. Yeznik, partecipa come Vescovo di Bagrevand (regione dell'antica armenia a nord del lago Van) e scrive una lettera a Mihr Nerseh, governatore persiano, per difendere la cristianità e il diritto all'autodeterminazione dell'Armenia. 
La Persia continua la politica imposizione dello Zoroastrismo e la rivolta armena, guidata da Vardan Mamikoian, feudatario che sostituisce gli Arsacidi in parte dei territori armeni, viene repressa alla battaglia di Avarayr (451). Solo nel 484 con il trattato di Nvarsag l'Armenia ottiene condizioni meno sfavorevoli ma questo solo dopo una serie di ribellioni.

## Opere
Oltre alla partecipazione alla traduzione in Armeno della Bibbia e di testi liturgici, di Yeznik si conoscono:
1. La lettera a Mihr Nerseh è conservata nel capitolo 2 della “Storia del Vardan e la Guerra Armena” di Yeghishe (Eliseo l'Armeno).
2. La refutazione delle sette” fornisce strumenti al clero armeno per dibattere e convincere gli abitanti dell'Armenia a rinunciare a varie credenze

### La refutazione delle Sette
Il testo, giunto a noi in unica copia, (Matenadaran N.1097) copiato da Luser nel 1280 e conservato a Gladzor nella provincia di Siunik, per Nerses vardapet di Moush, ha la seguente struttura:
1. Libro I: Sette pagane in generale, discutendo dell'esistenza di Dio e del diavolo e del dualismo
2. Libro II: Sette persane: prima confutazione dello Zervanismo, una setta Zoroastriana. Dalla storia dell'Armenia di Agathangelos sappiamo che lo zoroastrismo era presente in Armenia nel 301, quindi prima della conversione al cristianesimo, ma era molto attuale all'epoca dell'autore.
3. Libro III: della filosofia greca (Platone e Aristotele) sulla natura di Dio
4. Libro IV: della chiesa di Marcione

Il libro IV, è di notevole interesse in quanto si tratta della più tarda confutazione delle posizioni Marcione. Trattandosi di un testo scritto per essere utilizzato dalla Chiesa apostolica armena in un difficile situazione storica, esso è anche la probabile testimonianza che la Chiesa di Marcione era riuscita a sopravvivere a sud del Caucaso fino al Tigri e l'Eufrate fino alla metà del V secolo e quindi ad un data molto vicina alla prima apparizione nella stessa area geografica dell'eresia pauliciana. Eresia che ha tanti punti di somiglianza con le posizioni di Marcione e che è ragionevolmente la sua continuazione diretta.

### Traduzioni
La Refutazione delle Sette è stata pubblicata per la prima volta a Smirne (oggi Izmir) nel 1762. Una edizione critica è stata pubblicata a Venezia dai padri Mechitaristi nel 1826 e nel 1865. Una diversa traduzione in francese è stata fatta da LeVaillant de Florival (Parigi, 1853). Di J. M. Schmid la traduzione in tedesco: "Eznik von Kolb, Wider die Sekten" (Lipsia, 1900).
.